# Der neue Gott
Der neue Gott (ted. Il nuovo Dio) è il secondo singolo della band tedesca OOMPH!, estratto dal loro primo album omonimo. La copertina, in bianco e nero, ritrae sedici volti di persone che hanno segnato la storia (a partire dall'alto, da sinistra verso destra: ).

## Tracce
1. Der neue Gott (Extended God Mix)
2. Der neue Gott (Machinery Mix)
3. Sick Song (Healthy Mix)
4. Jack Is Dead (Censored Radio Mix)